# Ridleyella
Ridleyella es un género que tiene asignada una especie de orquídeas, de la tribu Podochileae de la familia (Orchidaceae).  

## Especies
| - Ridleyella paniculata Schlechler |